# Apterocorypha atra
Apterocorypha atra är en bönsyrseart som beskrevs av Giglio-tos 1916. Apterocorypha atra ingår i släktet Apterocorypha och familjen Thespidae. Inga underarter finns listade i Catalogue of Life.